# Olej ha-gardom

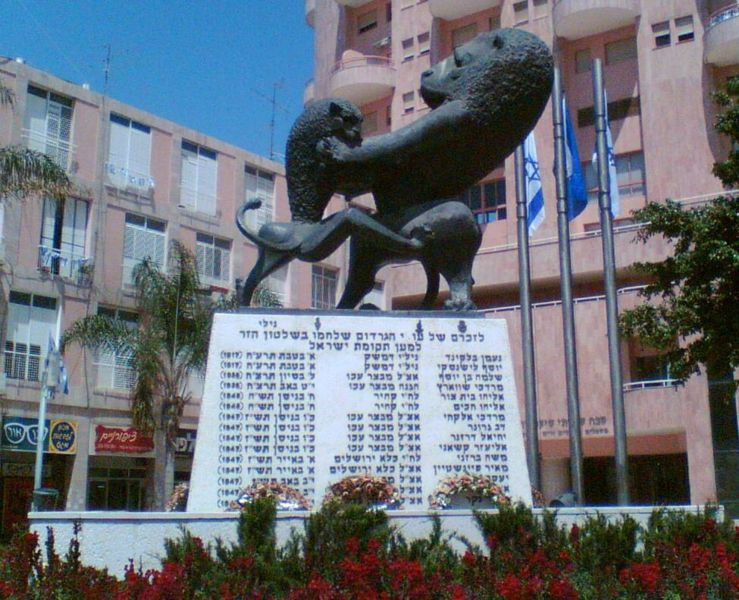
Památník připomínající Olej ha-gardom v Ramat Ganu

Olej ha-gardom (hebrejsky עולי הגרדום‎, doslova „Ti, kteří viseli na šibenici“) je označení pro členy předstátních židovských podzemních organizací Irgun a Lechi, kteří byli zatčeni, souzeni vojenskými soudy britského mandátu Palestina a odsouzeni k trestu smrti oběšením. Celkem se jedná o dvanáct většinou mladých mužů (až na jednoho bylo všem kolem dvaceti), z nichž většina byla oběšena ve věznici v Akku (část v Káhiře a Jeruzalémě).

## Historické pozadí
Britský mandát Palestina bylo mandátní území instituované Společností národů pro správu části území, které dříve spadalo pod Osmanskou říši. Toto mandátní území bylo svěřeno do správy Spojeného království, které zde vládlo v letech 1917 až 1948.
Po zveřejnění MacDonaldovy bílé knihy z roku 1939, která vedla k razantnímu omezení židovské imigrace, zahájila židovská militantní skupina Irgun intenzivní ozbrojené akce proti britským a arabským cílům. S vypuknutím druhé světové války tyto militantní akce proti Britům ustaly, avšak jeden z vůdců, Avraham Stern, trval na tom, že protibritské akce musí pokračovat, a proto z Irgunu vystoupil a založil novou vlastní skupinu Lechi (známou též jako Sternův gang). V roce 1944 se Irgun, nyní pod vedením Menachema Begina, navrátil k bojům proti Britům. Když skončila druhá světová válka a začalo být zřejmé, že Britové od své antisionistické politiky nehodlají odstoupit, zapojila se do protibritského boje i Hagana a všechny tři celky bojovaly pod seskupením označovaným jako židovské hnutí odporu.
Olej ha-gardom odkazuje k devíti členům Irgunu a třem členům Lechi, kteří byli v tomto období popraveni. S výjimkou Šlomo Ben Josefa byly všechny popravy v britském mandátu provedeny v roce 1947. Byli souzeni podle „mimořádných obranných předpisů“ (anglicky: Defence Emergency Regulations), které byly přijaty v září 1945. Toto opatření pozastavilo Habeas corpus a ustavilo vojenské soudy. Zároveň stanovovalo trest smrti za různé trestné činy, včetně nošení zbraní nebo střeliva a členství v organizacích, jejichž členové tyto trestné činy páchají.

## Seznam olej ha-gardom

### Členové Irgunu

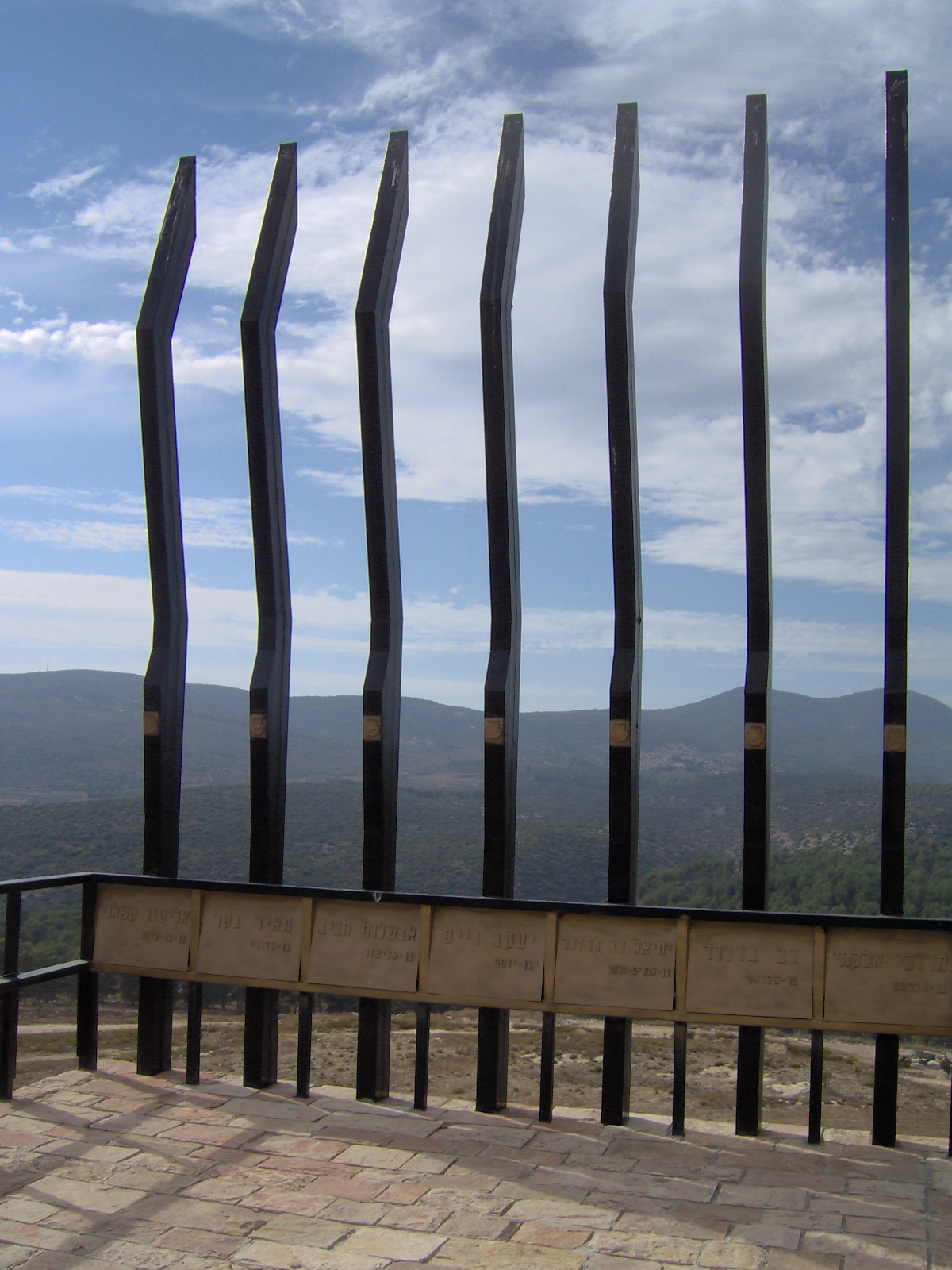
Pomník členům Irgunu v Safedu

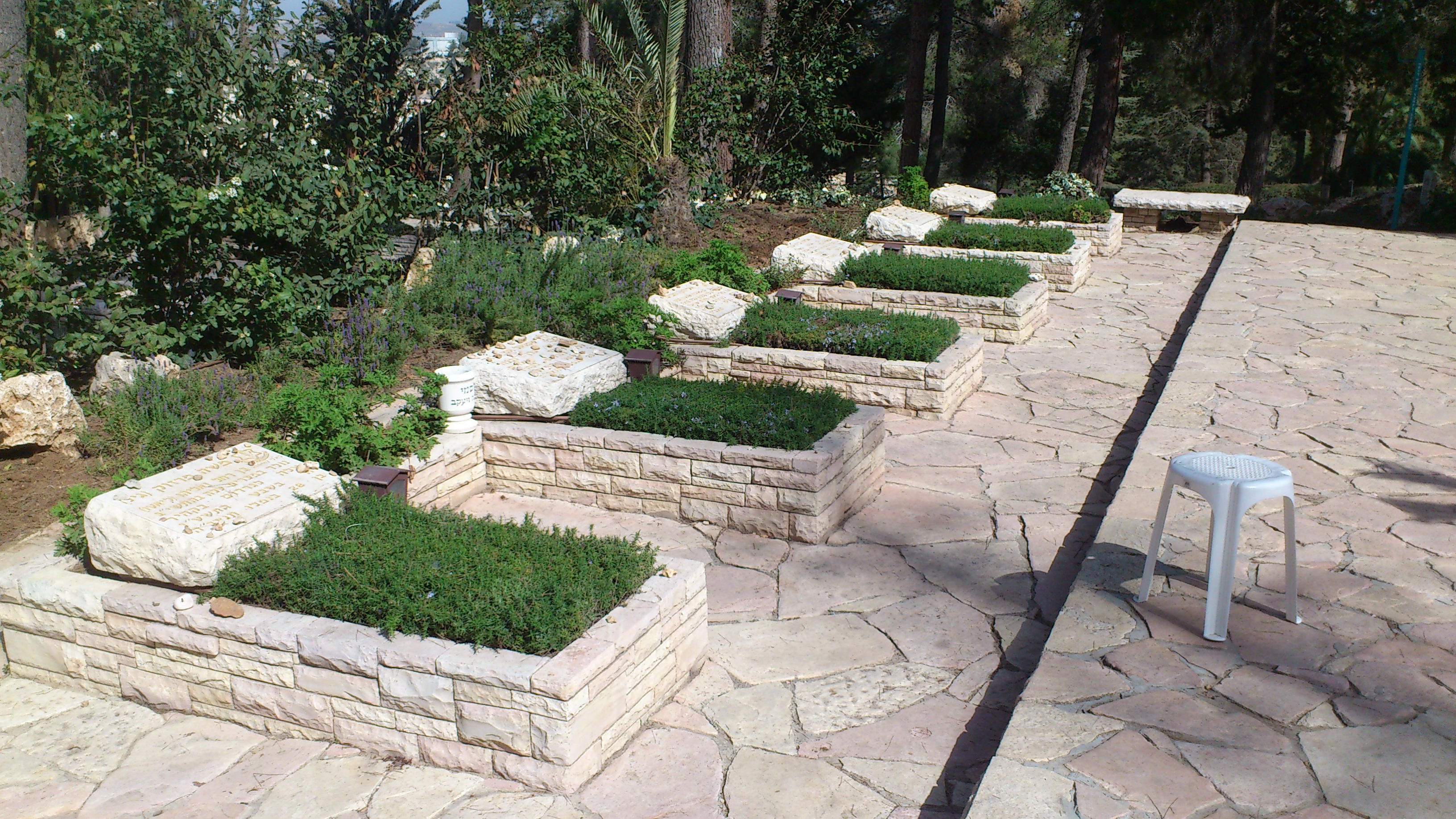
Hroby Olej ha-gardom na Herzlově hoře v Jeruzalémě

- Šlomo Ben Josef: První ole ha-gardom. Byl zatčen po střelbě na autobus převážející arabské civilisty v Safedu. Při útoku nebyl nikdo zabit a za zrušení trestu smrti se přimlouval i britský deník Manchester Guardian. Britská mandátní správa chtěla mít v této popravě odstrašující příklad pro ostatní členy židovského podzemí a Šlomo Ben Josef byl nakonec 29. června 1938 oběšen ve věku 25 let.[5]
- Dov Gruner: Zatčen po útoku na palestinskou policejní stanici v Ramat Ganu. Za jeho záchranu se u amerického prezidenta Harry S. Trumana přimlouvaly mnohé americké židovské organizace. Po Trumanovi chtěly, aby se u Britů přimluvil za zrušení Grunerovy popravy. Grunerův případ byl o to významnější, že Gruner čtyři roky bojoval v britské armádě proti nacistům a jeho rodina v Pensylvánii vyvolala, kvůli jeho odsouzení k trestu smrti, velký nátlak židovských organizací na americké politiky. Dov Gruner byl popraven společně se třemi následujícími členy Irgunu 16. dubna 1947 ve věku 34 let. Všichni čtyři při popravě zpívali Hatikvu.[6]
- Mordechaj Alkachi, Jechiel Drezner (Dov Rosenbaum) a Eliezer Kašani: Všichni byli 10. února 1947 zatčeni za nošení zbraní.[7] Podle jiného zdroje při pokusu o únos britských vojáků během takzvané „Noci bití,“ v odplatě za zbičování svých druhů z Irgunu.[8] Popraveni byli 16. dubna 1947.[9] Alkachimu bylo 22 let, Dreznerovi 24 let a Kašanimu také 24 let.
- Me'ir Feinstein: Zatčen po bombovém útoku na jeruzalémské vlakové nádraží při kterém byl vážně zraněn (přišel o ruku). V den popravy 21. dubna 1947, ve věku 19 let, spáchal s Moše Barazanim sebevraždu ve své cele propašovaným granátem (více v sekci Barazani a Feinstein).[10]
- Ja'akov Weiss, Avšalom Haviv a Me'ir Nakar: Usvědčeni za podíl na útěku z věznice Akko. V této věznici byli vězněni židovští a arabští političtí vězni, včetně například Vladimíra Žabotinského a Moše Dajana. V květnu 1947 podnikl Irgun operaci při níž uprchlo 27 členů Irgunu a Lechi (20 z Irgunu a 7 z Lechi) a ve zmatku též 182 Arabů. Weiz, Haviv a Nakar byli zatčeni v červnu pro podíl na této operaci. Popraveni byli 29. července 1947 a při popravě všichni zpívali Hatikvu.[11] Weissovi bylo 23 let, Havivimu 21 let a Nakarovi taktéž 21 let. Jejich popravě se neúspěšně pokusil zabránit Irgun únosem dvou britských vojenských policistů (více v sekci Akce Irgunu na zabránění poprav).

### Členové Lechi
- Elijahu Chakim a Elijahu Bejt Curi: V listopadu 1944 zavraždili lorda Moyna v egyptské Káhiře.[12] Lord Moyne byl nejvyšším představitelem Spojeného království v oblasti a během druhé světové války rovněž ministr kolonií. Jako britský ministr odmítl německý návrh na záchranu milionu Židů slovy: „ale co bych dělal s milionem Židů?“ Vůdce Lechi Jicchak Šamir pak měl vyslat oba Elijahy do Egypta.[13] Moynova vražda znamenala velký rozkol mezi židovskými představiteli jišuvu a Churchillovou vládou. Popraveni byli v Káhiře 22. března 1945.[14] Chakimovi bylo 20 let a Bejt Curimu 23 let.
- Moše Barazani: Zatčen za nošení ručního granátu a obviněn z pokusu o vraždu britského velitele Jeruzaléma, brigádníka Davise. Společně s Meirem Feinsteinem spáchal 21. dubna 1947, ve věku 20 let, sebevraždu v jejich cele propašovaným granátem (více v sekci Barazani a Feinstein).

### Barazani a Feinstein
Moše Barazani a Me'ir Feinstein byli spoluvězni ve vězení v centrálním Jeruzalémě, každý z jiné organizace, každý z jiného důvodu. Oba však byli odsouzeni k trestu smrti oběšením. Oba raději spáchali sebevraždu, než aby byli oběšeni Brity. Mezi poslední Meirova slova, která zaznamenal, patří „Je lepší zemřít se zbraní v ruce než žít s rukama nad hlavou.“ Sebevraždu spáchali ve své cele ručním granátem, který jim byl propašován v košíku pomerančů agentem Lechi, který jej ukryl do vydlabaného pomeranče. Feinstein a Barzani původně plánovali použít jeden granát na útok proti osobám účastnícím se popravy a druhý granát pro sebe. Svůj záměr však změnili poté, co se dozvěděli, že mezi osobami, které se popravy zúčastní bude i oficiální kaplan Židovské národní rady (Va'ad Le'umi) rabi Goldman. Namísto toho se zabili odpálením granátu krátce před popravou.

## Akce Irgunu na zabránění poprav

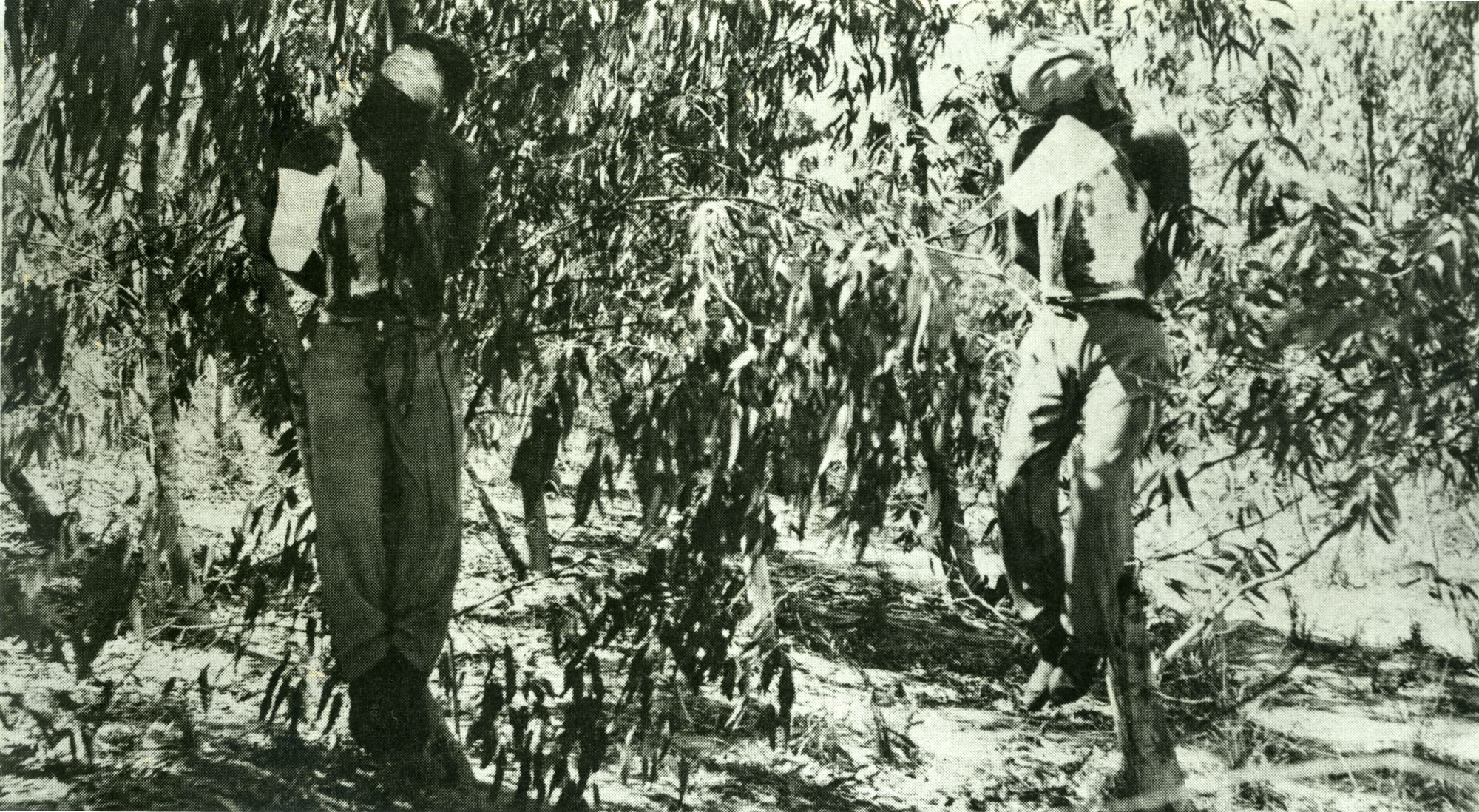
Oběšená těla britských seržantů

Poté, co byli Ja'akov Weiz, Avšalom Haviv a Meir Nakar odsouzeni k trestu smrti za pokus o vraždu několika strážných během útěku z věznice v Akku, zajal Irgun dva britské vojenské policisty, seržanty Clifforda Martina a Mervyna Paice, během jejich služby v Netanji. Irgun oznámil, že poprava tří jeho členů bude znamenat následnou popravu britských vojáků. Tři členové Irgunu byli oběšení a o dva dny později byli nalezení oba britští vojáci oběšení v Netanji. Jejich těla Irgun podminoval a při pokusu o jejich sundání zahynuli další Britové.
Po této události již nebyli žádní židovští radikálové Brity popraveni.

## Připomínka popravených
V Izraeli je mnoho ulic pojmenováno olej ha-gardom nebo po těch, kteří byli popraveni. V telavivské čtvrti Ramat Aviv a jeruzalémské čtvrti Armon ha-Naciv jsou ulice nesoucí název Olej ha-gardom a jména popravených. V Ramat Ganu je náměstí se sochou uctívající Dov Grunera a Olej ha-gardom. Na Jom ha-zikaron se koná vzpomínková ceremonie v Rišon le-Cijonu.